# Procès d'Auschwitz (1947)
Pour les articles homonymes, voir Procès d'Auschwitz.
Le procès d'Auschwitz s'est déroulé du 24 novembre 1947 au 22 décembre 1947, à Cracovie. Il s'agit du procès de 40 membres du personnel du camp de concentration et d'extermination d'Auschwitz devant le Tribunal suprême de Pologne.
Les accusés étaient, outre le commandant du camp Arthur Liebehenschel, les médecins Johann Paul Kremer et Hans Wilhelm Münch, 32 officiers, sous-officiers et gardes SS ainsi que 5 gardiennes. Le tribunal a prononcé 23 sentences de mort, 16 peines d'emprisonnement et un acquittement.

## Le contexte du procès
Auschwitz est le lieu emblématique de la Shoah avec plus d'un million de victimes juives. C'est aussi celui de l'extermination de 23 000 tsiganes, de 15 000 prisonniers de guerre soviétiques et de 25 000 personnes de diverses nationalités. C'est enfin le plus meurtrier des camps pour les victimes polonaises non-juives : environ 150 000 polonais y ont laissé la vie.
Plus de 8 000 officiers, gardes, médecins et auxiliaires féminines SS y ont servi entre 1940 et 1945 ; l'effectif courant de la garnison SS passe de 700 hommes en 1941 à plus de 3 000 en août 1944. Les 40 accusés du procès d'Auschwitz de 1947 ne représentent qu'une fraction des poursuites engagés contre le personnel du camp : 673 personnes sont poursuivies au total par les tribunaux polonais entre 1946 et 1953. D'autres sont jugés par les tribunaux alliés, comme Franz Hössler et Joseph Kramer au procès de Belsen en 1945. Certains ne sont jugés que beaucoup plus tardivement, dans les années 1960 en RFA notamment lors du procès de Francfort (Josef Klehr) ou en RDA (Horst Fischer).
Le cadre légal des procès polonais est fixé par la déclaration de Moscou adoptée en octobre 1943 par les Alliés. Elle décide que les criminels nazis seraient « renvoyés dans les pays où ils perpétrèrent leurs actes abominables afin qu'ils puissent être jugés et punis selon les lois de ces pays libérés et des gouvernements libres qui y seraient formés ».
Le Tribunal suprême de Pologne est créé en janvier 1946 pour juger les principaux auteurs de crimes commis en Pologne sous l'occupation allemande. Il mène sept procès entre 1947 et 1948, dont celui d'Auschwitz, sur la base du décret du 31 août 1944 du gouvernement provisoire polonais sur le châtiment des traîtres à la nation et des criminels nazi coupables de meurtres et de tortures sur des civils ou des prisonniers.
Ce procès tranche par sa sévérité avec les nombreux autres procès polonais du personnel d'Auschwitz.

## Les accusés

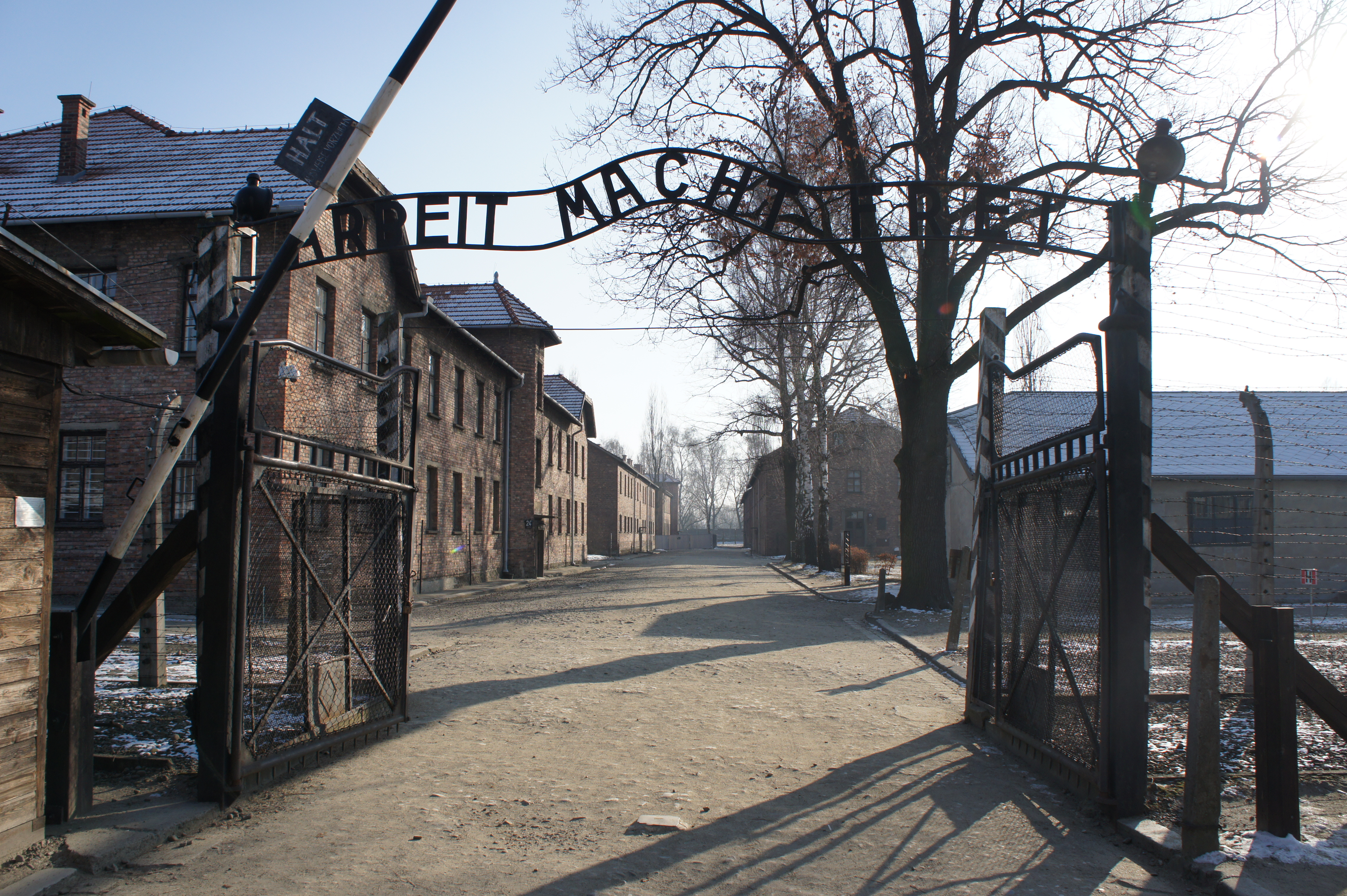
L'entrée d'Auschwitz et son inscription « Arbeit macht frei » (« le travail rend libre »), janvier 2012

### Le commandement du camp
Des trois commandants (Lagerkommandant) successifs du complexe d'Auschwitz, seul Arthur Liebehenschel est présent au procès. Le principal commandant d'Auschwitz-Birkenau de mai 1940 à décembre 1943, Rudolf Höss, a été jugé séparément par le Tribunal suprême de Pologne en avril 1947. Richard Baer, dernier commandant du camp après mai 1944, meurt en détention en juin 1963 avant son propre procès en Allemagne.
En novembre 1943, le commandement du complexe est réorganisé. Chacun des deux principaux camps annexes est doté d'un commandement spécifique sous l'autorité du commandant d'Auschwitz I : à Birkenau (Auschwitz II), ce sont Friedrich Hartjenstein, jugé par plusieurs tribunaux alliés successifs, puis Joseph Kramer jugé au procès de Bergen-Belsen en 1945 ; à Monowitz (Auschwitz III), il s'agit d'Heinrich Schwarz, jugé par un tribunal français en 1947.

#### Arthur Liebehenschel
Le lieutenant-colonel (Obersturmbannführer) Arthur Liebehenschel (25 novembre 1901 - 24 janvier 1948) a été le commandant d'Auschwitz de novembre 1943 à mai 1944, puis de Majdanek jusqu'en juillet 1944. Il est condamné à mort et exécuté par pendaison.

### Le département politique
Le département politique (la « Gestapo » d'Auschwitz, Politische Abteilung), sous le contrôle du siège local de la Gestapo de Katowice, gère notamment l'admission des déportés ainsi que la répression des mouvements de résistance intérieurs ; courroie de transmission du RSHA, il joue un rôle clé dans le processus d'extermination. De ses deux chefs successifs, Maximilian Grabner puis Hans Schurz (pl), seul le premier est jugé au procès d'Auschwitz, le second ayant disparu en 1945.

#### Maximilian Grabner
Le sous-lieutenant (Untersturmführer) Maximilian Grabner (2 octobre 1905 - 28 janvier 1948) a été chef du département politique de juin 1940 à novembre 1943, puis accusé de corruption, démis de ses fonctions et jugé par un tribunal SS. Après que le procès a tourné court, il est finalement affecté à Katowice puis à Breslau en 1944. Il est condamné à mort et exécuté par pendaison.

#### Hans Hoffmann

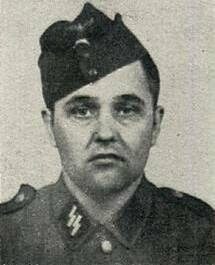
Hans Hoffmann, 1947

Le caporal-chef (Rottenführer) Hans Hoffmann (2 décembre 1919 - ?) a été affecté en octobre 1942 à Auschwitz. Il y travaille notamment au département politique. Il est condamné à une peine de 15 ans d'emprisonnement et libéré en 1956.

### Le département administratif
Le département administratif (Standortverwaltung) gère notamment l'intendance du camp (nourriture, logement, habillement etc. du personnel du camp et des détenus) ainsi que les biens saisis sur les déportés et les victimes des chambres à gaz.

#### Karl Ernst Möckel
Le lieutenant-colonel (Obersturmbannführer) Karl Ernst Möckel (9 janvier 1901 - 28 janvier 1948) a été chef du personnel administratif d'Auschwitz d’avril 1943 à janvier 1945. Il est condamné à mort et exécuté par pendaison.

#### Autres accusés
Le sergent (Unterscharführer) Franz Romeikat (7 octobre 1904 - ?) est arrivé à Auschwitz en février 1941. Il y participe notamment à la gestion des biens saisis sur les déportés et les victimes des chambres à gaz,. Il est condamné à une peine de 15 ans d'emprisonnement.
Le sergent (Unterscharführer) Arthur Breitwieser (pl) (31 juillet 1910 - 20 décembre 1978) a été responsable des « magasins » d’Auschwitz à partir de mai 1944,. Il est condamné à mort ; sa peine est commuée en détention à perpétuité. Libéré en décembre 1958, il est à nouveau jugé au procès de Francfort où il est acquitté.
Le sergent (Unterscharführer) Hans Schumacher (pl) (31 août 1906 - 28 janvier 1948) a été garde à Ravensbrück puis à Auschwitz à partir de juillet 1942. Il y devient responsable des magasins alimentaires,. Il est condamné à mort et exécuté par pendaison.
Le sergent (Unterscharführer) Richard Schröder (SS) (pl) (4 avril 1921 - ?) a été affecté à Auschwitz en décembre 1940. Il y travaille dans les services administratifs comme aide-comptable. Il est condamné à une peine de 10 ans d'emprisonnement.

### La direction du camp
Le chef de camp (Schutzhaftlagerführer) est l'adjoint de chaque commandant. Il joue aux yeux de Rudolf Höss un rôle clé dans la gestion du camp avec les Rapportführer placés sous ses ordres. Les chefs de camp Hans Aumeier et Franz Xaver Kraus sont jugés au procès d'Auschwitz.

#### Hans Aumeier
Le major (Sturmbannführer) Hans Aumeier (20 août 1906 - 28 janvier 1948) a été notamment le chef de camp (Schutzhaftlagerführer) d'Auschwitz sous le commandement de Rudolf Höss de septembre 1942 à août 1943. Il est condamné à mort et exécuté par pendaison.

#### Franz Xaver Kraus
Le major (Sturmbannführer) Franz Xaver Kraus (27 septembre 1903 - 28 janvier 1948) a eu différentes affectations dont Sachsenhausen et Oranienburg avant d'arriver à Auschwitz en novembre 1944 dont il est le dernier chef de camp (Schutzhaftlagerführer) ,. Il est condamné à mort et exécuté par pendaison.

#### Autres accusés
Le lieutenant (Obersturmführer) Heinrich Josten (pl) (11 décembre 1893 - 28 janvier 1948) a été garde à Flossenbürg et à Sachsenhausen puis à Auschwitz en novembre 1940. Il y est successivement responsable de l'équipement militaire de la garnison du camp, responsable du travail des prisonniers et enfin adjoint du chef de camp d'Auschwitz à partir d'octobre 1943. Il est condamné à mort et exécuté par pendaison.
Le lieutenant (Obersturmführer) Josef Kollmer (26 février 1901 - 28 janvier 1948) a été affecté comme garde à Auschwitz en janvier 1941, avant d'y devenir commandant d'une compagnie en août 1943. En poste à Dora d'octobre 1943 à mai 1944, il revient ensuite à Monowitz comme commandant de la garde,. Il est condamné à mort et exécuté par pendaison.
Le sergent (Unterscharführer) Otto Lätsch (pl) (26 novembre 1905 - 28 janvier 1948) a été affecté à Auschwitz en mars 1943 d'abord en tant que garde, puis chef de bloc et enfin vice-chef d'un camp annexe à Gliwice. Il est condamné à mort et exécuté par pendaison.

### LesRapportführer
Les Rapportführer, sous l'autorité du chef de camp, dirigeaient les chefs de bloc (Blockführer). Ils étaient notamment chargés à tour de rôle de la conduite des opérations d'extermination dans les chambres à gaz.
L'adjudant (Oberscharführer) Ludwig Plagge (pl) (13 juin 1910 - 28 janvier 1948) a été d'abord à Sachsenhausen puis à Auschwitz à partir d'octobre 1940, où il devient Rapportführer notamment au bloc 11 disciplinaire,. En octobre 1943, il est affecté à Majdanek,. Il est condamné à mort et exécuté par pendaison.
Le sergent (Unterscharführer) Fritz Buntrock (pl) (1909 - 28 janvier 1948) a été affecté à Birkenau de juillet 1942 à août 1944. Rapportführer, il contribue à la liquidation du « camp des familles » en avril 1944,. Il est condamné à mort et exécuté par pendaison.

### Les chefs de blocs
Les chefs de bloc (Blockführer), assistés par les Kapos, dirigent un baraquement.
Le sergent-chef (Scharführer) August Bogusch (pl) (5 août 1890 - 28 janvier 1948) est affecté à Buchenwald en 1939, puis à Auschwitz à partir de janvier 1941,. Il est condamné à mort et exécuté par pendaison.
Le sergent (Unterscharführer) Paul Szczurek (pl) (26 juin 1908 - 28 janvier 1948) a servi notamment à Monowitz avant de rejoindre Auschwitz en octobre 1940. Il est condamné à mort et exécuté par pendaison.
Le caporal-chef (Rottenführer) Paul Götze (pl) (13 janvier 1903 - 28 janvier 1948) est garde à Auschwitz à partir de juillet 42. Il y devient chef de bloc en février 1943. Il exerce ensuite cette fonction au camp des tziganes de Birkenau de mai 1943 à août 1944, avant d'être transféré à Buchenwald. Il est condamné à mort et exécuté par pendaison.
L'adjudant (Oberscharführer) Herbert Paul Ludwig (pl) (16 octobre 1904 - 28 janvier 1948) a été affecté à Auschwitz en octobre 1940. Il est condamné à mort et exécuté par pendaison.
Le sergent (Unterscharführer) Kurt Hugo Müller (pl) (14 avril 1909 - 28 janvier 1948) a été affecté à Auschwitz en octobre 1940. Il devient chef de bloc en octobre 1941, notamment au block 11,. Il est condamné à mort et exécuté par pendaison.
L'adjudant-chef (Hauptscharführer) Wilhelm Gerhard Gehring (pl) (1901 - 28 janvier 1948) a été garde notamment à Sachsenhausen. À partir de janvier 1942, il exerce diverses fonctions successives à Auschwitz, où il est notamment Blockführer au bloc 11 disciplinaire, puis à Monowitz,. Il est condamné à mort et exécuté par pendaison.
Le sergent (Unterscharführer) Hermann Kirschner (pl) (7 octobre 1910 - 28 janvier 1948) a été garde puis chef de bloc à Auschwitz de mai 1940 à août 1944,. Il est condamné à mort et exécuté par pendaison.
L'adjudant (Oberscharführer) Erich Muhsfeldt (18 février 1913 - 28 janvier 1948) a été affecté à Auschwitz en août 1940. Il y est chef de bloc jusqu'en novembre 1941 où il est transféré à Majdanek. Il y devient responsable du crématoire en 1942 et prend une part active à l'opération « fête des moissons » (Aktion Erntefest) le 3 novembre 1943, où 18 000 Juifs sont exterminés. Il revient à Auschwitz en juin 1944 comme chef des crématoires II et III et de leurs Sonderkommandos aux côtés d'Otto Moll. Il est ensuite affecté à Flossenbürg. Jugé et condamné une première fois à perpétuité par un tribunal américain, il est condamné à mort au procès d'Auschwitz et exécuté par pendaison.

### Les gardes
L'adjudant-chef (Hauptscharführer) Karl Seufert (pl) (1er novembre 1913 - ?) a été affecté à Auschwitz en novembre 1940, au bloc 11. Après avoir été transféré à Majdanek en novembre 1941, il revient à Monowitz en août 1944. Il est condamné à l'emprisonnement à perpétuité.
L'adjudant-chef (Hauptscharführer) Detleff Nebbe (20 juin 1912 - 17 avril 1972) a été affecté à Auschwitz en octobre 1940. Il est condamné à l'emprisonnement à perpétuité. Il est libéré en 1956 à la suite d'une amnistie.

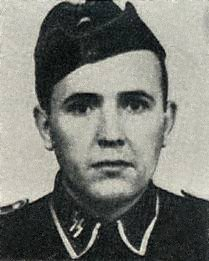
Eduard Lorenz, date inconnue

Le sergent (Unterscharführer) Adolf Medefind (pl) (27 janvier 1908 - 9 août 1948) a été affecté à Auschwitz en 1940 . Il a notamment été en poste au magasin alimentaire et comme garde des commandos de travail. Il est condamné à l'emprisonnement à perpétuité, et meurt en 1948.
Le caporal-chef (Rottenführer) Anton Lechner (pl) (18 novembre 1907 - ?) a été affecté à Auschwitz en février 1941. Il est condamné à l'emprisonnement à perpétuité.
Le sergent (Unterscharführer) Hans Koch (SS) (13 août 1912 - 14 juillet 1955) a été affecté à Auschwitz en 1940. Il y travaille notamment au service de désinfection et, à ce titre, intervient pour la manipulation du Zyklon B lors des opérations de gazage. Il est condamné à l'emprisonnement à perpétuité.
Le sergent (Unterscharführer) Eduard Lorenz (pl) (12 février 1921 - ?) a été affecté à Auschwitz en janvier 1942. Il est condamné à une peine de 15 ans d'emprisonnement.
Le caporal (Sturmmann) Alexander Bülow (pl) (28 avril 1905 - ?) a été affecté à Auschwitz à partir de novembre 1941. Il y est notamment garde des commandos de travail des sous-camps de sous-camps dans Rajsko, Babice et Budy. Il est condamné à une peine de 15 ans d'emprisonnement.
Le caporal (Sturmmann) Johannes Weber (pl) (23 mars 1902 - ?) a été affecté à Auschwitz en novembre 1942. Il y travaille comme cuisinier. Il est condamné à une peine de 15 ans d'emprisonnement.

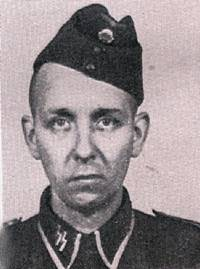
Erich Dinges, date inconnue

Le caporal (Sturmmann) Erich Adam Dinges (20 novembre 1911- 23 avril 1953) a été affecté à Auschwitz en mai 1941. Il y est chauffeur. Il est condamné à une peine de 5 ans d'emprisonnement.
L'adjudant (Oberscharführer) Karl Jeschke (pl) (8 août 1890 - ?) a été affecté comme garde à Auschwitz de juillet à septembre 1944. Il est condamné à une peine de 3 ans d'emprisonnement.

### Les gardiennes
Les auxiliaires féminines SS (Aufseherin) apparaissent à Auschwitz en mars 1942 avec la création du premier « camp des femmes », déplacé ensuite à Birkenau en août 1942, dont ont notamment témoigné Charlotte Delbo et Marie-Claude Vaillant-Couturier. La plupart de ces gardiennes sont formées au camp de Ravensbrück.
Telles qu'elles sont décrites dans les mémoires de Rudolf Höss, ces Aufseherin auraient été à ses yeux parmi les pires éléments sous ses ordres ; il leur reproche vols, relations homosexuelles avec les détenues (l'une de ses phobies) et d'une manière générale de constantes négligences dans leur service. Certaines ont été jugées lors d'autres procès, en particulier Irma Grese au procès de Bergen-Belsen en 1945.

#### Maria Mandel

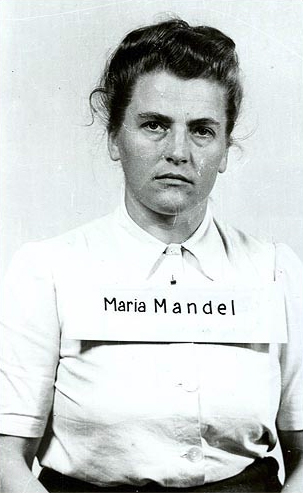
Maria Mandel, août 1945

Maria Mandel (10 janvier 1912 - 24 janvier 1948) a été gardienne au camp de Lichtenburg (en) en 1938, puis à Ravensbrück à partir de mai 39. Elle y est promue première gardienne (Erstaufseherin). Affectée à Birkenau à partir d'octobre 1942, elle y devient chef de camp (Lagerführerin) ; elle est enfin mutée au camp de Mühldorf (en) en Bavière à l'automne 1944,. Elle est condamnée à mort et exécutée par pendaison.

#### Autres accusées
Therese Brandl (1er février 1902 - 28 janvier 1948) a d'abord été recrutée à Ravensbrück en mars 1940. Elle devient gardienne-chef (Rapportführerin) à Auschwitz puis à Birkenau à partir de mars 1942,. Elle est condamnée à mort et exécutée par pendaison.
Hildegard Lächert (20 janvier 1920 - 1995) est affectée à Ravensbrück début 1942, à Majdanek d'octobre 1942 à août 1943, puis au camp de Płaszów à Cracovie et enfin à Birkenau d’avril à juillet 1944,. Elle est condamnée à une peine de 15 ans d'emprisonnement et libérée en 1956. Elle est à nouveau condamnée au procès de Majdanek à Düsseldorf à la fin des années 1970.
Alice Orlowski (30 septembre 1903 - 1976) a commencé à Ravensbruck en 1941 avant d'être affectée à Majdanek fin 1942, puis à Płaszów d'avril à octobre 44, et enfin à Auschwitz d'octobre 44 à janvier 45, au sous-camp de Budy,. Elle est condamnée à une peine de 15 ans d'emprisonnement. Libérée en 1957, elle meurt en 1976 avant la conclusion du procès de Majdanek à Düsseldorf.
Luise Danz (11 décembre 1917 - 21 juin 2009) a été successivement gardienne à Ravensbrück, puis Płaszów, Majdanek et Auschwitz en 1944, et enfin à Malhof près de Berlin en 1945,. Elle est condamnée à l'emprisonnement à perpétuité. Elle est libérée en 1956.

### Les médecins
Le rôle des médecins comportait en particulier la sélection lors de l'arrivée des convois, déterminant qui serait immédiatement conduit à la chambre à gaz, ainsi que celle des malades exécutés le plus souvent par injection de phénol ; la plupart ont également pratiqué des expérimentations sur des cobayes humains. Seuls deux des nombreux médecins d'Auschwitz sont jugés à Cracovie en 1947.

#### Johann Kremer
Le lieutenant (Obersturmführer) Johann Kremer (6 décembre 1883 - 8 janvier 1965) a été l'un des médecins du camp de septembre à novembre 1942. Il est condamné à mort. Sa peine est commuée en emprisonnement à perpétuité ; il est libéré en raison de son âge en 1958. Il est à nouveau jugé en Allemagne en 1960 ; il est également l'un des témoins du second procès d'Auschwitz en 1964 (procès de Francfort).

#### Hans Münch
Le sous-lieutenant (Untersturmführer) Hans Wilhelm Münch (14 mai 1911 - 11 décembre 2001) a été médecin à l'« institut d'hygiène SS » de Rajsko à partir de juin 1943. Seul médecin d'Auschwitz à avoir refusé de participer aux « sélections », il est le seul acquitté du procès.

## Les témoins

### Les survivants duSonderkommando

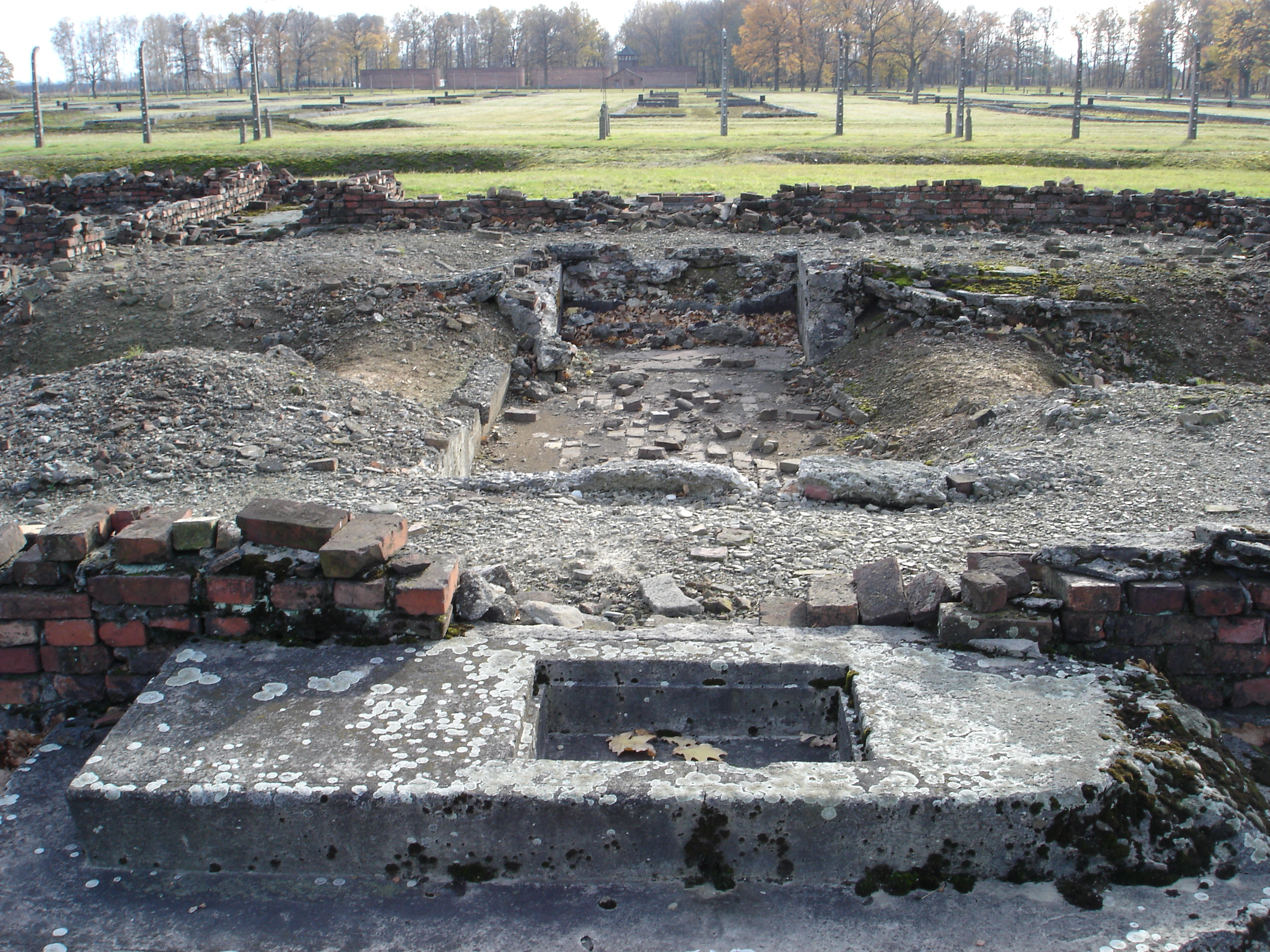
Les ruines actuelles du Crématoire IV de Birkenau, détruit lors de la révolte du Sonderkommando en 1944, photographiées en 2008

Trois rescapés des Sonderkommando astreints au travail dans les chambres à gaz et les crématoires témoignent dans le cadre du procès d'Auschwitz.

#### Shlomo Dragon
Shlomo Dragon (19 mars 1922- octobre 2001) a été déporté en décembre 1942 à Auschwitz. Affecté au Sonderkommando à Birkenau, il participe à l'insurrection du 7 octobre 1944. Son témoignage est recueilli en mai 1945 par une commission d'enquête polonaise. Parmi les accusés du procès d'Auschwitz, il mentionne Ludwig Plagge pour sa « participation » à la sélection.

#### Alter Fajnzylberg
Alter Fajnzylberg (23 octobre 1910 - 20 septembre 1987) a été déporté à Auschwitz en mars 1942 depuis Drancy en France. Il témoigne en particulier des premiers gazages opérés dans la morgue du crématoire d'Auschwitz en 1942, puis de ceux qui ont lieu à Birkenau, ainsi que de l'extermination du camp des Tziganes et de celle du camp des familles.

#### Henryk Tauber

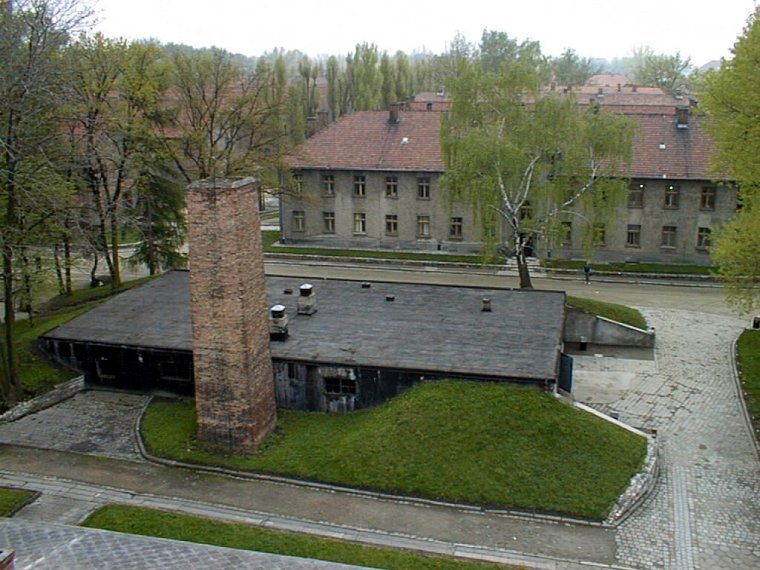
Le bâtiment du crématoire d'Auschwitz et de sa chambre à gaz, partiellement reconstruit en 1947, photographiées en 2005

Henryk Tauber (8 juillet 1917 - ?) est déporté à Auschwitz en janvier 1943 depuis le ghetto de Cracovie. Il est affecté au Sonderkommando du crématoire d'Auschwitz à propos duquel il mentionne spécifiquement Maximilian Grabner. Il est ensuite affecté à celui du KII de Birkenau en mars 1943 et mentionne à son sujet notamment Eric Muhsfeldt.

## Historiographie du procès

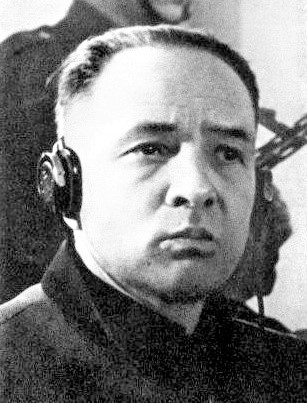
Rudolf Höss, commandant des camps d'Auschwitz, pendant son procès à Varsovie (Pologne), à la suite duquel il a été déclaré coupable puis pendu à Auschwitz sur les lieux de ses crimes.

Le premier procès d'Auschwitz ne suscite pas autant d'écho immédiat que celui, beaucoup plus emblématique, du commandant du camp Rudolf Höss en avril de la même année après son témoignage au procès des hauts dignitaires nazis à Nuremberg. La documentation et l'histoire du procès d'Auschwitz restent pour longtemps le seul fait de l'historiographie polonaise, notamment à travers les travaux publiés par des juristes du Tribunal suprême de Pologne comme le procureur Jerzy Sawicki (pl).
Sa notoriété est également éclipsée plus récemment par le second grand procès d'autres criminels d'Auschwitz menés au début des années 1960 en Allemagne (procès de Francfort) dont l'impact a été plus large et dont la documentation est beaucoup plus abondante.

### Sources primaires
- Bensoussan, Mesnard & Saletti, Des voix sous la cendre : Manuscrits des Sonderkommandos d'Auschwitz-Birkenau, Calmann-Lévy, 2005, 442 p. (ISBN 978-2-7021-3557-0)
Contient en particulier les témoignages de Shlomo Dragon, Alter Fajnzylberg et Henryk Tauber.

- Rudolf Höss, Le commandant d'Auschwitz parle, Paris, La découverte, 2005, 268 p. (ISBN 978-2-7071-4499-7)

- (en) Jan Sehn, « The case of the Auschwitz physician J.P. Kremer », dans Auschwitz Anthology. Volume 1 : Inhuman médecine. Part 1, vol. 1, Warsaw, International Auschwitz Committee, 1970, p. 206-258
Actes du procès pour ce qui concerne Johann Paul Kremer.

### Sur Auschwitz
- (en) Jeremy Dixon, Commanders of Auschwitz : The SS Officers who Ran the Largest Nazi Concentration Camp, 1940-1945, 2005, 232 p. (ISBN 978-0-7643-2175-7)

- (en) Yisrael Gutman (dir.) et Michael Berenbaum (dir.), Anatomy of the Auschwitz Death Camp, United States Holocaust Memorial Museum, 1998, 638 p. (ISBN 978-0-253-20884-2, lire en ligne).
Publication d'expertises historiques réalisées par les historiens de l’Institut d’histoire contemporaine Munich-Berlin (Institut d'histoire contemporaine) dans le cadre de l'instruction du « second procès d'Auschwitz » en Allemagne dans les années 1960, à Francfort.

- Hermann Langbein, People in Auschwitz, University of North Carolina Press, 2004, 576 p. (ISBN 978-0-8078-2816-8, lire en ligne)

- Annette Wieviorka, Auschwitz : la mémoire d'un lieu, Hachette, 2006, 286 p. (ISBN 978-2-01-279302-6)

### Sur le procès
- « Polnische Prozesse », Forschungs- und Dokumentationszentrum für Kriegsverbrecherprozesse (ICWC), sur uni-marburg.de, Philipps-Universität Marburg

- Véronique Chevillon, « Procès d'Auschwitz à Cracovie, 24 novembre - 22 décembre 47 », sur sonderkommando.info

- (pl) Tadeusz Cyprian et Jerzy Sawicki, Siedem procesów przed Najwyźszym Trybunałem Narodowym, Instytut Zachodni, 1962, 383 p.
Sept procès devant le Tribunal national suprême. Jerzy Sawicki (pl) est le procureur du procès d'Auschwitz.

- (pl) Janusz Gumkowski et Tadeusz Kułakowski, Zbrodniarze hitlerowscy przed Najwyższym Trybunałem Narodowym, Prawnicze, 1967, 269 p.
Les criminels nazis devant le Tribunal national suprême.